# Troy (Alabama)
Troy é uma cidade localizada no estado americano de Alabama, no Condado de Pike.

## Demografia
Segundo o censo americano de 2000, a sua população era de 13.935 habitantes.
Em 2006, foi estimada uma população de 14.049, um aumento de 114 (0.8%).

## Geografia
De acordo com o United States Census Bureau tem uma área de 68,2 km², dos quais 68,0 km² cobertos por terra e 0,2 km² cobertos por água. Troy localiza-se a aproximadamente 133 m acima do nível do mar.

## Localidades na vizinhança
O diagrama seguinte representa as localidades num raio de 32 km ao redor de Troy.